# La Sivina
La Sivina és una muntanya de 272 metres que es troba entre els municipis de Sant Pere de Ribes i de Sitges, a la comarca del Garraf.